# Taricha sierrae
Espèce
Synonymes
- Triturus sierrae Twitty, 1942

Taricha sierrae est une espèce d'urodèles de la famille des Salamandridae.

## Répartition
Cette espèce est endémique de Californie aux États-Unis. Elle se rencontre dans la Sierra Nevada.

## Publication originale
- Twitty, 1942 : The species of Californian Triturus. Copeia, vol. 1942, p. 65-76.